# Pleistodontes froggatti
Pleistodontes froggatti är en stekelart som beskrevs av Mayr 1906. Pleistodontes froggatti ingår i släktet Pleistodontes och familjen fikonsteklar. Inga underarter finns listade i Catalogue of Life.

## Bildgalleri

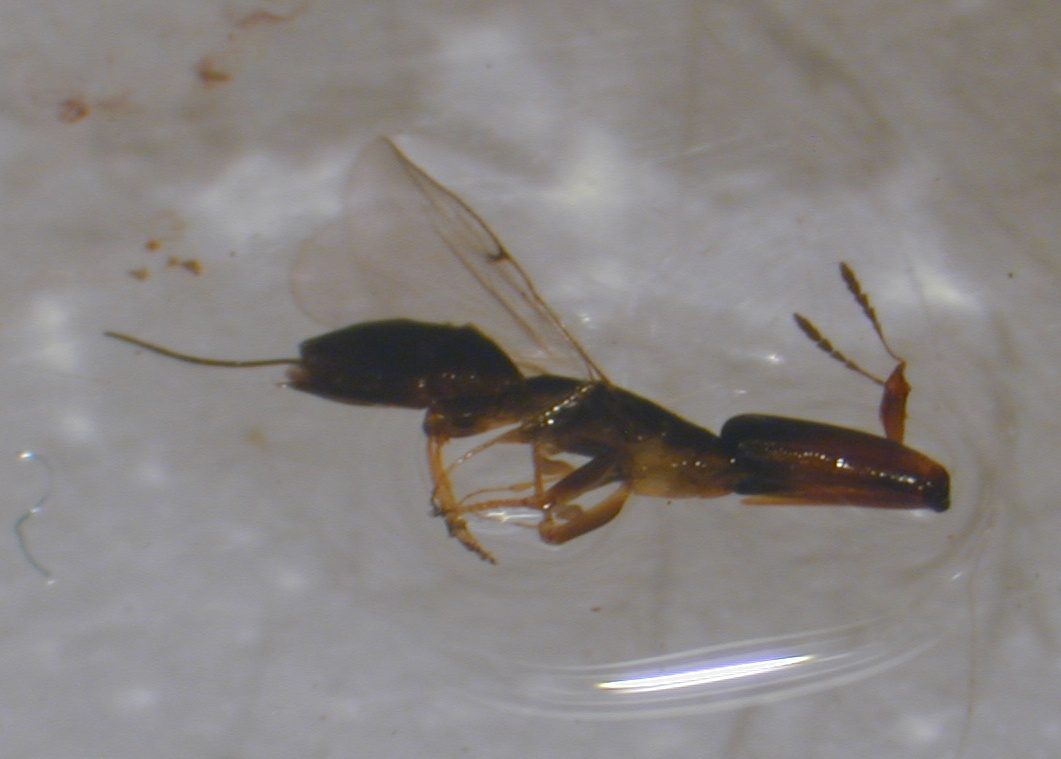
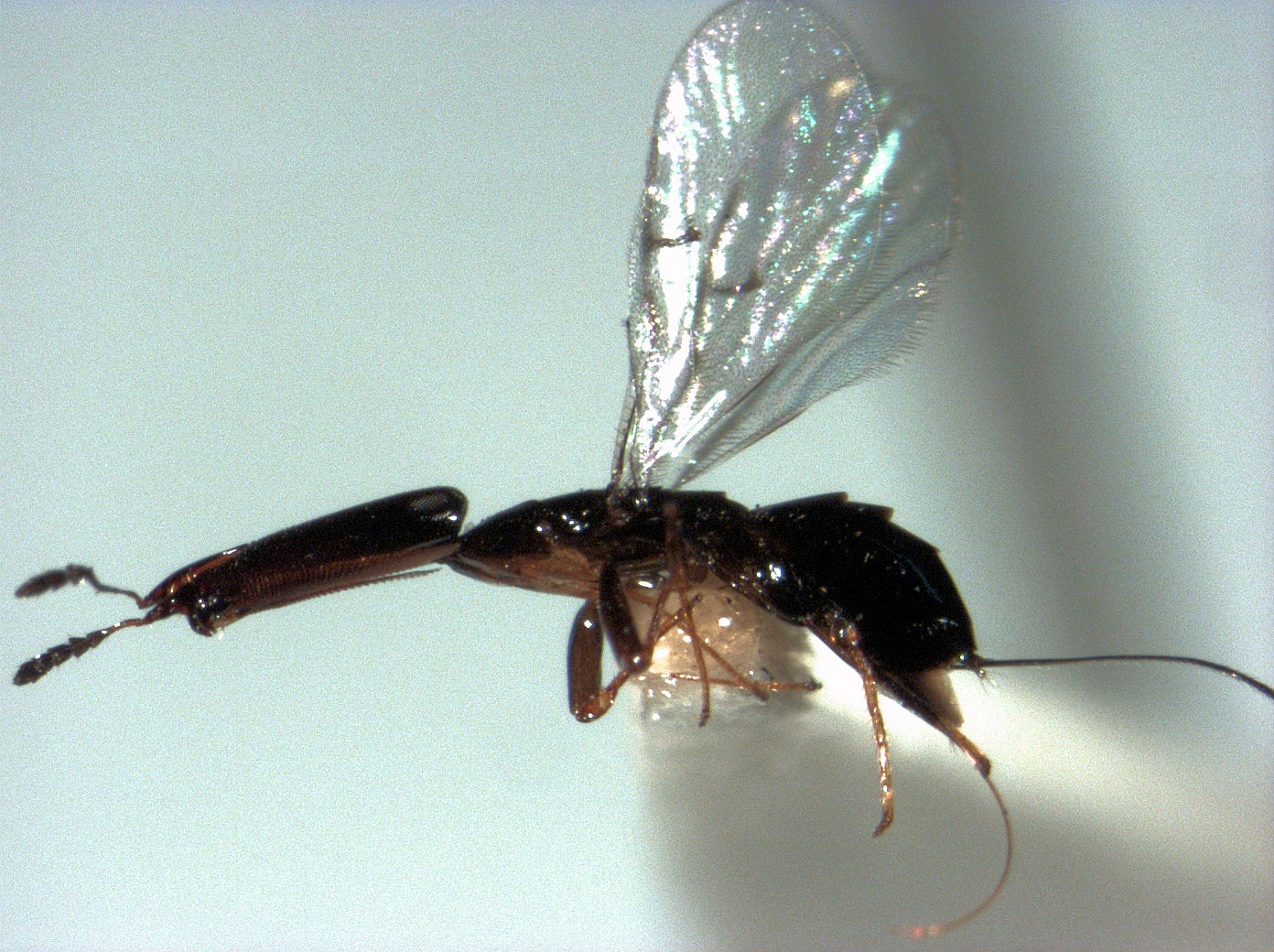
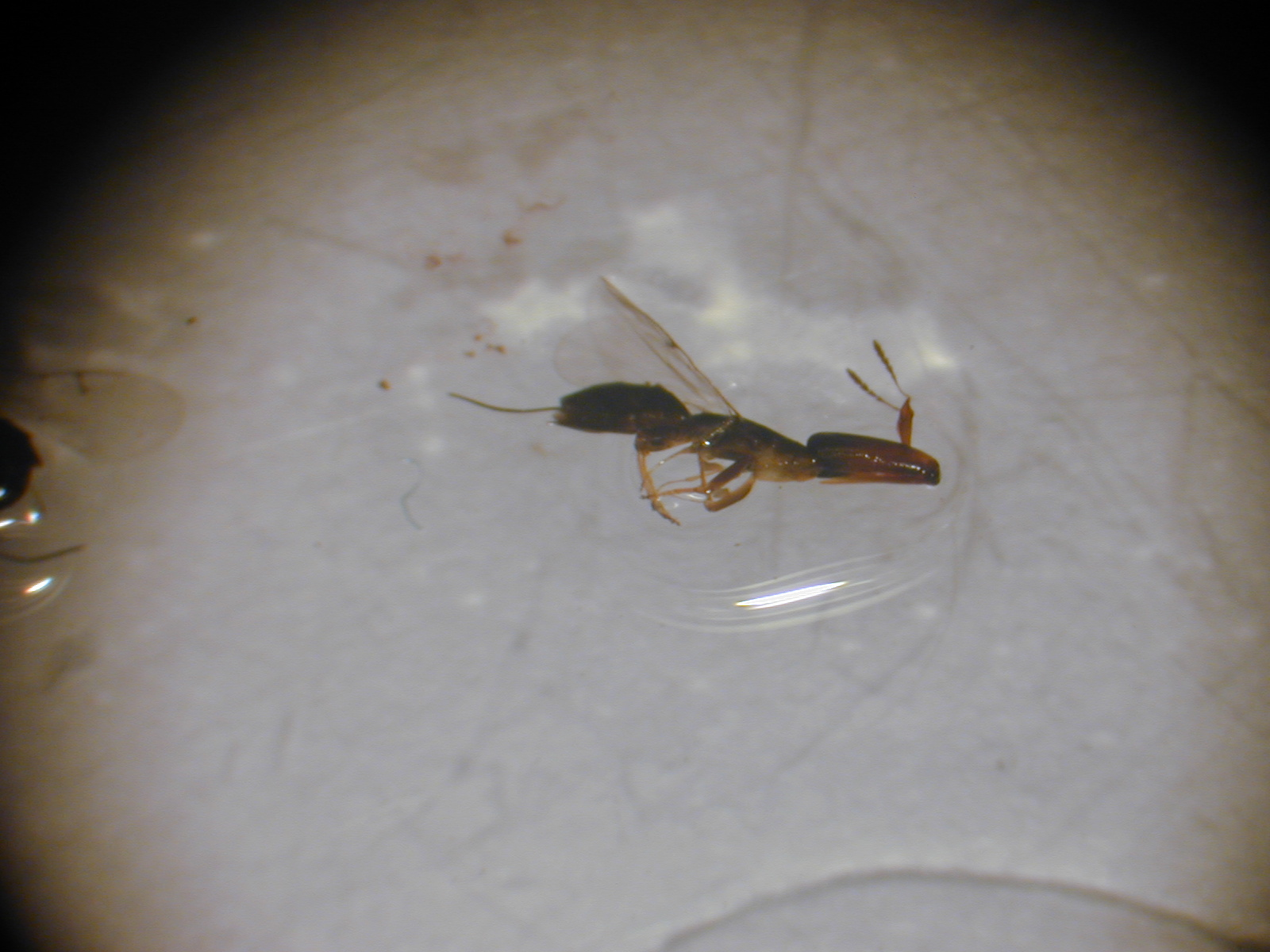
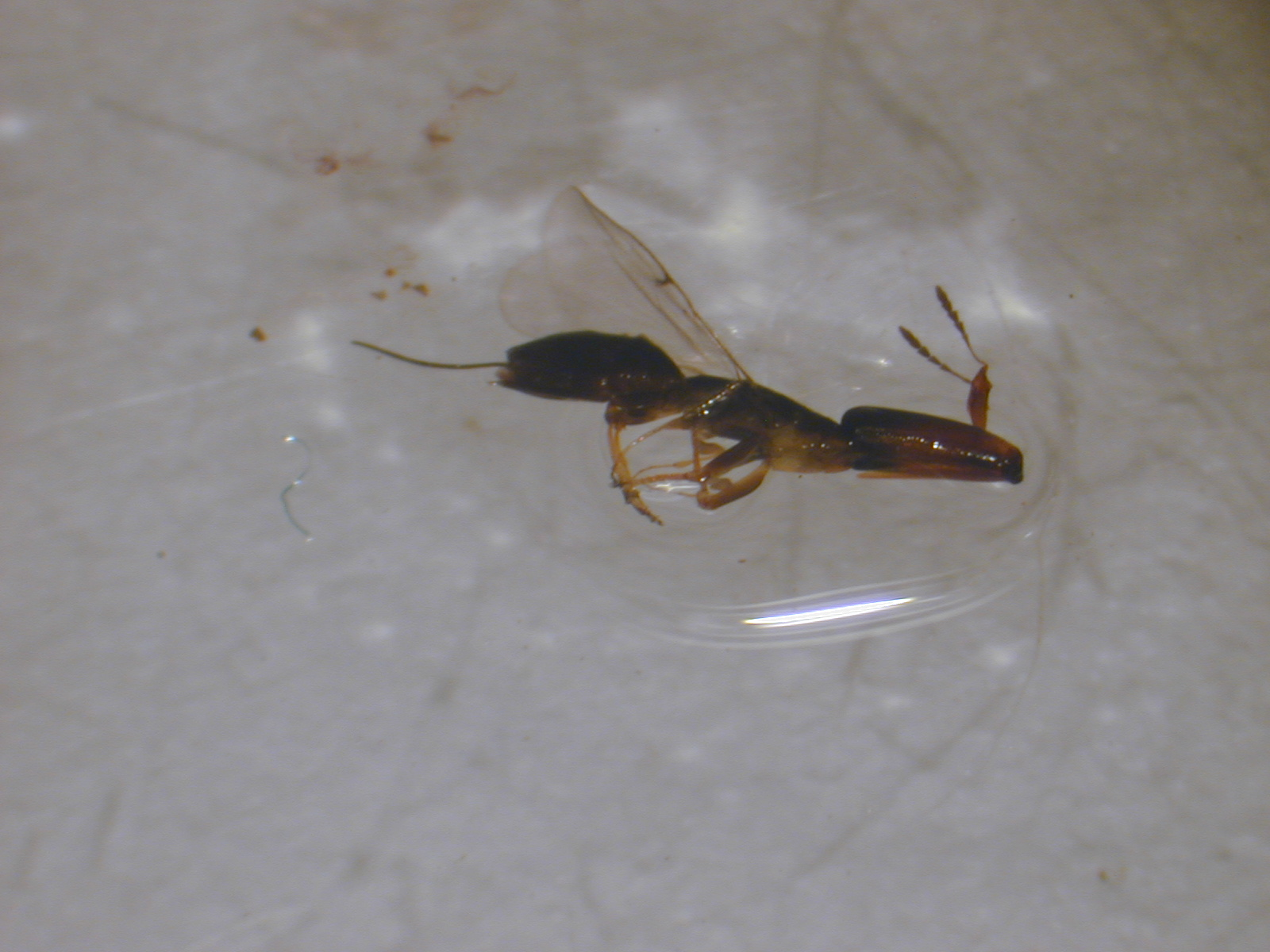
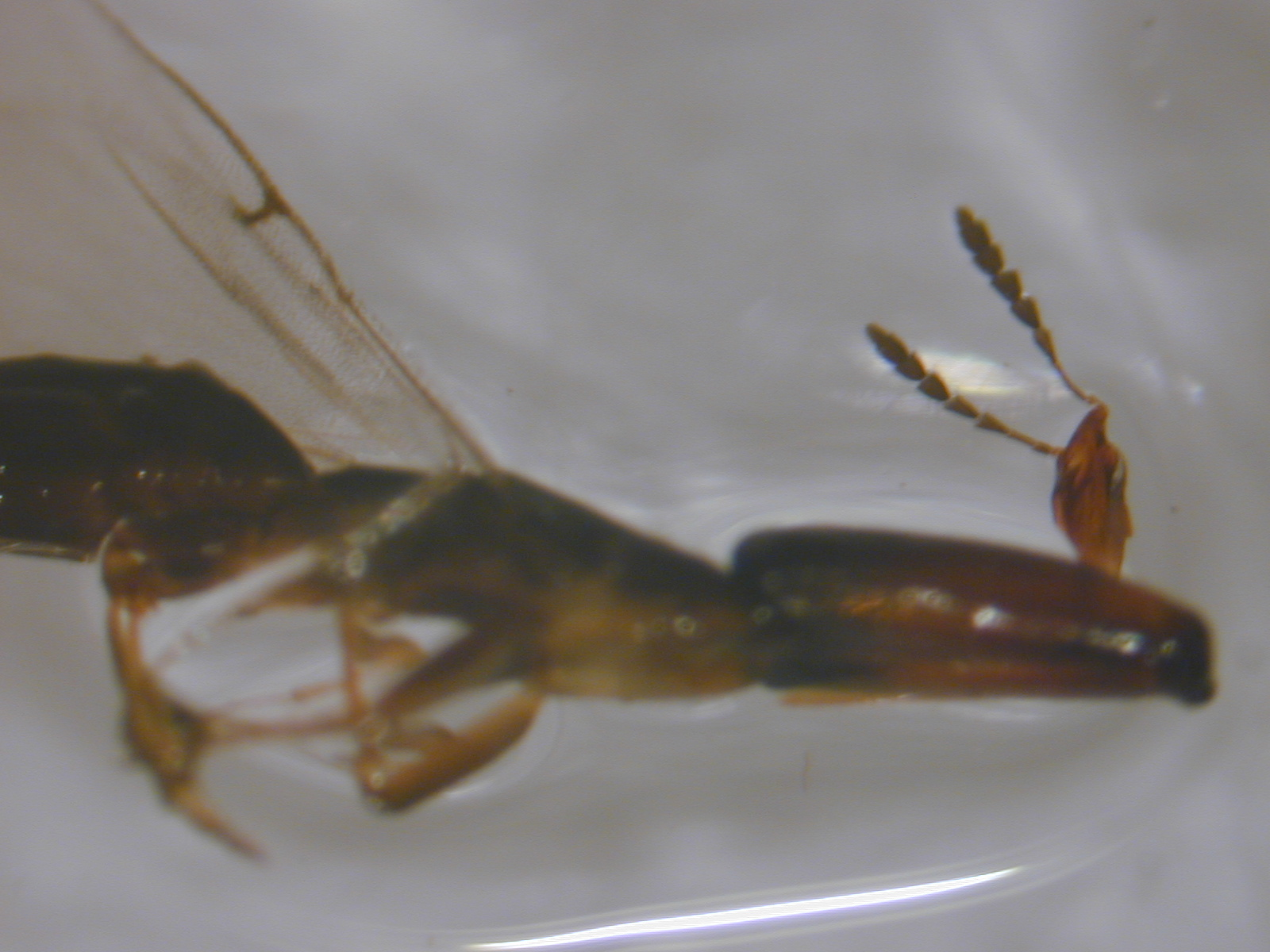
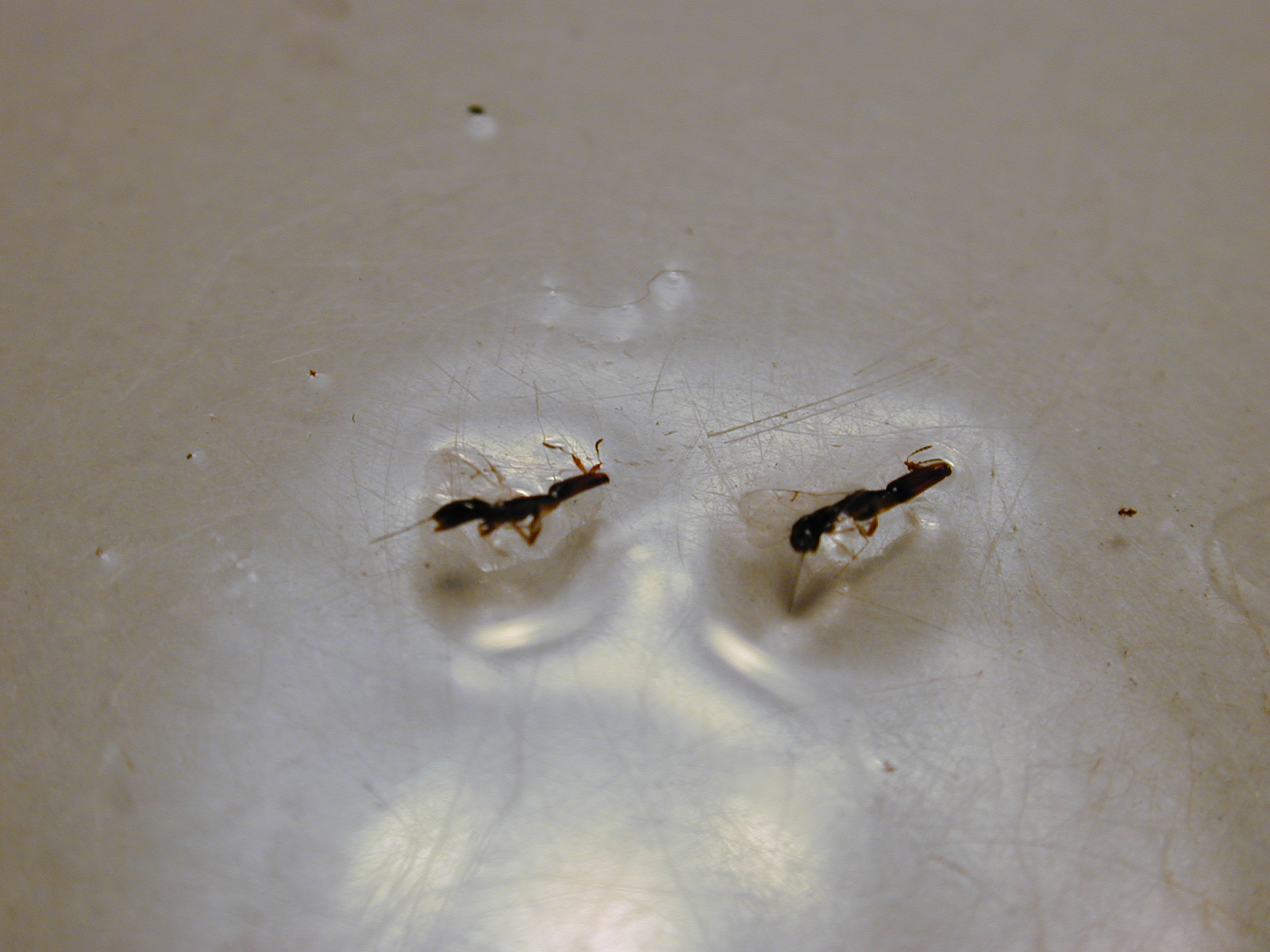